# International Journal of Turkish Studies
Das International Journal of Turkish Studies (IJTS) ist eine seit 1979 am Center for Turkish Studies der University of Wisconsin–Madison halbjährlich herausgegebene wissenschaftliche Zeitschrift, die sich den Bereichen Soziales, Wirtschaft, Kultur, Demographie und Politik innerhalb der Türkischen Studien widmet. Der historische und geographische Schwerpunkt behandelt das Osmanische Reich, die Türkei und andere Turkstaaten. Die Zeitschrift unterliegt einem Peer-Review und wird finanziell durch das Institute of Turkish Studies in Washington, D.C. unterstützt. Herausgeber war der 2019 verstorbene türkischstämmige Historiker Kemal H. Karpat. Dem international besetzten Editorial Board gehören die Wissenschaftler Fikret Adanır, Virginia H. Aksan, François Georgeon, Metin Heper, Resat Kesaba, Oktay Özel, Azade-Ayse Rorlich, Şevket Pamuk, A. Üner Turgay und Erik Zürcher an.